# Lauridia reticulata
Lauridia reticulata är en benvedsväxtart som beskrevs av Christian Friedrich Ecklon och Zeyh. Lauridia reticulata ingår i släktet Lauridia och familjen Celastraceae. Inga underarter finns listade.